# 알렉상드르 카바넬
알렉상드르 카바넬(프랑스어: Alexandre Cabanel, 1823년 9월 28일~1889년 1월 23일)은 프랑스의 화가이다. 그는 아카데믹 화가로 주로 역사적, 고전적, 종교적 주제를 그렸으며 초상화가로도 잘 알려져 있다. 또한 그는 나폴레옹 3세가 가장 선호하는 화가였으며 장레옹 제롬과 장 루이 에르네스트 메소니에와 함께 프랑스 제2제국의 가장 성공적인 예술가 3명 중 한 명이었다.